# Sarcoscyphaceae
Sarcoscyphaceae is een grote familie van de Pezizomycetes, behorend tot de orde van Pezizales.

## Taxonomie
De familie Sarcoscyphaceae bestaat uit de volgende geslachten:
- Aurophora
- Cookeina
- Geodina
- Kompsocypha
- Microstoma (bijvoorbeeld M. floccosa)
- Nanoscypha
- Phillipsia
- Pithya
- Pseudopithyella
- Sarcoscypha (bijvoorbeeld S. coccinea)
- Thindia
- Wynnea